# Agnes Larcher
Agnes Larcher (* 25. August 1937 als Agnes Hinterlechner in Mühlbach, Südtirol; † 21. September 2012 in Wien) war eine österreichische Pädagogin und Germanistin, die als Lehrerin arbeitete und sich auch mit geschichtswissenschaftlichen Forschungen beschäftigte. Bekannt wurde sie 1973 in Zusammenhang mit einem Skandal, der zu ihrer einstweiligen fristlosen Entlassung aus dem Schuldienst führte. Der Auslöser war, dass sie in ihrem Unterricht mit 14-jährigen Schülerinnen das Theaterstück Stallerhof von Franz Xaver Kroetz behandeln wollte.

## Leben
Agnes Hinterlechner wurde als viertes von dreizehn Kindern ihrer Eltern in Mühlbach in Südtirol geboren. Sie wuchs in Meransen auf, wo ihr Vater einen kleinen Bergbauernhof gepachtet hatte. Durch günstige Umstände – Mädchen ihrer Herkunft konnten in der Regel nur Magd werden – konnte sie die Mittelschule besuchen und anschließend die Lehrerbildungsanstalt in Meran. In Innsbruck studierte sie Deutsch und Geschichte und erreichte einen Doktorgrad in Philosophie. 1963 trat sie in Bruneck in Südtirol ihre erste Stelle als Lehrerin an.
Sie heiratete den österreichischen Erziehungswissenschaftler Dietmar Larcher, mit dem sie später zwei Kinder bekam und wurde Hauptschullehrerin in Stams in Tirol. Für ein Jahr ging das Ehepaar Larcher nach Amerika, wo Agnes Larcher an der Stetson-Universität lehrte. Später nahm sie, zum Teil zusammen mit ihrem Mann, Forschungs- und Lehraufträge in Italien, den USA, im Iran und dem ehemaligen Jugoslawien an. In Tirol war sie weiterhin an Schulen tätig, wo sie die Schüler besonders zu selbstständigem Arbeiten und Denken anleitete. Für ihren Projektunterricht, der zu dieser Zeit neuartig war, erhielt sie Anerkennung, was sich auch in einer finanziellen Prämie des Landes für ihr Unterrichtsprojekt über die Tätigkeit einer Widerstandsbewegung am Ort der Schule ausdrückte.
Agnes Larcher lebte zuletzt mit ihrem Ehemann in Wien in der Ybbsstraße 6. Über die Geschichte dieses Hauses mit ihren früheren Bewohnern verfassten sie gemeinsam ein Buch. Es führte dazu, dass am 8. Mai 2012 an dem Haus eine Gedenktafel für die von den Nazis ermordeten Bewohner angebracht wurde. Zu diesem Zeitpunkt war Agnes Larcher bereits erkrankt. Am 21. September 2012 starb sie. Ihr Leichnam wurde am Wiener Zentralfriedhof bestattet.

### Der „Fall Larcher“
Von 1971 an unterrichtete Agnes Larcher an der Hauptschule in Absam. Diese Stelle wurde ihr am 6. Juni 1973 fristlos gekündigt, weil sie ein Theaterstück, in dem es um Sexualität, sexuellen Missbrauch und Behinderung geht, einvernehmlich mit den Eltern für ihren Unterricht verwenden wollte. Die Schulbehörde befand das Material als „nicht entwicklungsgemäß“ und stellte eine „besonders schwere Verletzung der Dienstpflichten“ fest.
Zu dem Fall gab es in der Öffentlichkeit kontroverse und heftig diskutierte Meinungen. Während auf der einen Seite das Vorgehen der Behörde als gerechtfertigt angesehen und das Theaterstück als „Schweinerei“ bezeichnet wurde, in dessen Zusammenhang sogar Bischof Paulus Rusch gegen den Teufel predigte und Hirtenbriefe verlesen ließ, stießen andererseits die Repressionen gegenüber der Lehrerin auf vollkommenes Unverständnis. Larcher erfuhr Unterstützung von namhaften Erziehungswissenschaftlern und Schriftstellern sowie den Theologen Adolf Exeler und Karl Rahner. Rahner schrieb dazu: „Wenn die Stücke von Kroetz […] in den erzieherischen Kontext gestellt werden, […] dann sind solche Stücke Mädchen, die eben in das heutige Leben entlassen werden sollen, durchaus ‚zumutbar‘.“ Aber auch aus der Bevölkerung und von Seiten der Schüler und ihrer Eltern bekam die Lehrerin Rückhalt, nicht jedoch von der Standes- und Personalvertretung der Tiroler Pflichtschullehrer.
Da die Kündigung nicht zurückgenommen wurde, ging die Angelegenheit vor das Arbeitsgericht. Dort kam es nicht zu einer inhaltlichen Klärung, weil sich Agnes Larcher auf einen gerichtlichen Vergleich einließ. Dieser legte fest, dass ihr keine weiteren Nachteile entstehen dürfen und er ermöglichte eine erneute Beschäftigung im Schuldienst.
Nachdem sie fehlende Abschlüsse nachträglich erworben hatte, erfolgte eine sofortige Pragmatisierung und sie erhielt eine Neuanstellung in der BHS in Hall in Tirol. In der weiteren Folge entstand das Buch mit dem Titel Der Mythos vom Schonraum Schule, in dem sie das Geschehene verarbeitete.

## Publikationen
- Agnes Larcher, Dietmar Larcher: Der Mythos vom Schonraum Schule. Verlag Jugend und Volk, Wien 1975, ISBN 3-7141-5362-4
- Agnes Larcher und andere: Strickleiter – Lesebuch für die Hauptschulen und die Unterstufe der allgemeinbildenden höheren Schulen, Band 3. Österreichischer Bundesverlag, Wien 1991
- Agnes Larcher und andere: Strickleiter – Lesebuch für die Hauptschulen und die Unterstufe der allgemeinbildenden höheren Schulen, Band 2. Österreichischer Bundesverlag, Wien 1992
- Agnes Larcher, Dietmar Larcher: Interkulturelle Neugier – oder: narrative Empirie als Opera buffa. Alpha-Beta-Verlag, Meran 2006, ISBN 88-7223-080-2
- Agnes Larcher, Dietmar Larcher: Ybbsstraße 6 – Ein Haus und sein Viertel. 2012